# National Catholic Register
Le National Catholic Register est le plus ancien journal catholique des États-Unis. Il a été fondé en 1927 en tant qu'hebdomadaire. Sa diffusion en 2021 est de moins de 45 000 exemplaires.

## Description
Contrairement à des journaux dissidents comme le National Catholic Reporter, Commonweal ou The Tablet, le journal obéit rigoureusement à la doctrine sociale de l'Église, ainsi que sur les prescriptions de l'Église contre l'avortement, le mariage gay, les recherches sur les cellules embryonnaires, le clonage et la fécondation in-vitro. Il couvre aussi des sujets comme la pauvreté et la peine de mort.
Publié par Circle Media, Inc. et dirigé à partir de 1995 par le père Owen Kearns, membre des légionnaires du Christ, le National Catholic Register a été racheté en 2011 par le réseau EWTN dont Tim Busch est l'un des principaux administrateurs. Cet organe de presse conservateur est critique vis-à-vis de certaines options du pape François. La rédactrice en chef de ce bimensuel est Jeannette DeMelo.

## Anciens collaborateurs
- Paul A. Fisher